# Bundesstraße 252
De Bundesstraße 252 (kort: B252) is een ongeveer 160 kilometer lange Bundesstraße in de Duitse deelstaten Noordrijn-Westfalen en Hessen.
De B252 loopt van de stad Blomberg via Diemelstadt, Korbach, Frankenberg en Wetter naar Lahntal-Göttingen ten noordwesten van de stad Cölbe waar hij aansluit op de B62. Tussen Blomberg en Warburg is de B252 onderdeel van de Ostwestfalenstraße, die Osnabrück via Bielefeld Lemgo en Blomberg een, voor het vrachtverkeer, snellere route te bieden vanuit dit deel van Westfalen naar de steden Kassel en Frankfurt am Main
. elefel

## Routebeschrijving
Noordrijn-Westfalen
De B252 begint bij de stad Blomberg op een kruising met de B1. De weg loopt in zuidelijke richting via de rondwegen van Schieder-Schwalenberg-Wöbbel en Steinheim waar een samenloop is met de B239, Nieheim, Brakel waar men de  64 kruist, Willebadessen, Warburg-Hohenwepel waar de B241 begint naar de stad Warburg waar men de B7 kruist. Dan komt men bij de afrit Warburg waar de B252 aansluit op de A44
Vervanging
Tussen afrit Warburg en afrit Diemelstadt is de B252 vervangen door de A44. Men kruist tevens de deelstaatgrens met Hessen.
Voortzetting
Hessen
Vanaf de afrit Diemelstadt A44 loopt de B252 in zuidelijke richting via de Rondwegen van Diemelstadt, Schmillinghausen en Bad Arolsen waar men de B450 kruist, Twiste, Berndorf en Korbach waar men op de B251 kruist. Dan loopt de weg door Vöhl waar men de rivier de Eder kruist. Vervolgens komt men langs Frankenberg waar men op de rondweg een samenloop kent met de B253. De weg loopt door Bottendorf, Burgwald, Münchhausen waar men de B236 kruist, Todenhausen, Wetter naar Göttingen (Lahntal) waar hij op een kruising aansluit op de B62
B1 · B3 · B7 · B8 · B9 · B10 · B26 · B27 · B35 · B37 · B38 · B39 · B40 · B41 · B42 · B43 · B43a · B44 · B45 · B47 · B48 · B49 · B50 · B51 · B52 · B53 · B54 · B55 · B55a · B56 · B56n · B57 · B58 · B59 · B61 · B62 · B63 · B64 · B65 · B66 · B66n · B67 · B68 · B70 · B80 · B83 · B84 · B219 · B220 · B221 · B223 · B224 · B225 · B226 · B227 · B228 · B229 · B230 · B231 · B233 · B234 · B235 · B236 · B237 · B238 · B239 · B241 · B249 · B250 · B251 · B252 · B253 · B254 · B255 · B256 · B257 · B258 · B259 · B260 · B261 · B262 · B263 · B264 · B265 · B266 · B267 · B268 · B269 · B270 · B271 · B272 · B274 · B275 · B277a · B278 · B279 · B284 · B288 · B323 · B324 · B326 · B327 · B399 · B400 · B403 · B405 · B406 · B407 · B409 · B410 · B411 · B412 · B413 · B414 · B416 · B417 · B418 · B419 · B420 · B421 · B422 · B423 · B424 · B426 · B427 · B428 · B429 · B448 · B449 · B450 · B451 · B452 · B453 · B454 · B455 · B456 · B457 · B458 · B459 · B460 · B469 · B473 · B474 · B475 · B476 · B477 · B478 · B479 · B480 · B481 · B482 · B483 · B484 · B485 · B486 · B487 · B488 · B489 · B499 · B504 · B506 · B507 · B508 · B509 · B510 · B511 · B513 · B514 · B515 · B516 · B517 · B519 · B520 · B521 · B525 · B528 · B611